# منحنى استجابة الطور
يوضح منحنى استجابة الطور (PRC) التغير العابر في فترة دورة التذبذب، ويتسبب في حدوثه اضطراب يقوم بوظيفة طور الموجة حيث تم تلقيه. ويُستخدم منحنى استجابة الطور في مجالات عديدة؛ ومن أمثلة الذبذبات البيولوجية: نبض القلب والإيقاعات اليوماوية والإضرام المنتظم والمتكرر المُلاحظ في بعض الخلايا العصبية في غياب الضوضاء.

## منحنى استجابة الطور في الإيقاعات اليوماوية

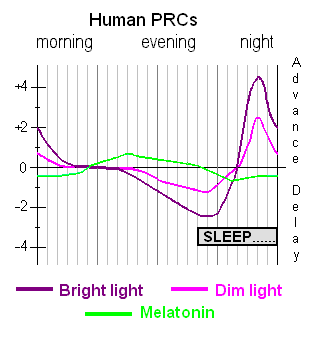
منحنيات استجابة الطور للضوء ولتناول الميلاتونين

في بحث الإيقاع اليوماوي، يوضح منحنى استجابة الطور العلاقة بين زمن إدارة العلاج وتأثير العلاج على الإيقاع اليوماوي. وفي العادة، ستتزامن الإيقاعات الفسيولوجية المختلفة في الجسم داخل كائن حي واحد (إنسان أو حيوان). وتُعد دورة النوم والاستيقاظ أكثر هذه الإيقاعات المألوفة؛ وبالنسبة للبشر، فإن العلاج المصمم خصيصًا للتأثير على الإيقاعات اليوماوية سيستهدف غالبًا تعديل وقت النوم، وذلك إما عن طريق تأخيره إلى وقت لاحق في اليوم (الليل) أو تقديمه. وربما يرغب الأشخاص الذين يستيقظون مبكرًا جدًا في تأخير وقت نومهم؛ بينما قد يرغب الأشخاص ذوو النمط الزمني الليلي في تقديم موعد نومهم.
إن منحنى استجابة الطور عبارة عن رسم بياني يعرض، بطريقة تقليدية، وقت اليوم الداخلي للفرد على المحور الأفقي ومقدار تحول الطور (بالساعات) على المحور الرأسي. ويوجد في المنحنى قمة واحدة ونظير واحد في كل دورة 24 ساعة. ويتم رسم الوقت اليوماوي النسبي في مقابل حجم تحول الطور.
إن العلاجين الأكثر انتشارًا المستخدمين في تعديل وقت النوم هما العلاج بالضوء، الموجّه مباشرة إلى العين، وعلاج هرمون الميلاتونين الذي يتم تناوله عادةً عن طريق الفم. ويمكن استخدام أحدهما أو كليهما يوميًا. يمتلك كل علاج منهما منحنى استجابة الطور الخاص به، والذي سيختلف وفقًا للأنواع التي تتم دراستها؛ كما يمكن أن يختلف شكله بصورة فردية، قليلاً فقط. ويعتمد المقدار على الجرعة. وتقتصر المناقشات أدناه على منحنيات استجابة الطور البشرية المرتبطة بالضوء الحيوي والميلاتونين.

### منحنى استجابة الطور للضوء
يبدأ التنفيذ قبل حوالي ساعتين من وقت النوم، حيث سيؤدي التعرض لضوء ساطع إلى تأخير الطور اليوماوي مسببًا البدء في الاستيقاظ والنوم المتأخر. وتزداد قوة تأثير التأخير مع تقدم وقت المساء. وتتغير قمم منحنى استجابة الطور والتأثير فجأة من تأخير الطور إلى تقديمه بعد مرور خمس ساعات على وقت النوم المعتاد، وبالتزامن مع أقل نقطة لنظام درجة حرارة الجسم (المعروفة أيضًا باسم نظير درجة حرارة الجسم). وبعد الوصول للقمة مباشرةً، يتسبب التعرض لضوء ساطع في أكبر تأثير على تقديم الطور، ويؤدي إلى بدء الاستيقاظ والنوم المبكر. ويقل التأثير حتى ساعتين بعد وقت الاستيقاظ التلقائي، عندما يصل إلى صفر. وخلال فترة ساعتين بعد وقت الاستيقاظ المعتاد وساعتين قبل وقت النوم المعتاد، يصبح للتعرض لضوءٍ ساطع تأثير قليل أو منعدم على الطور اليوماوي (تمحو التأثيرات الصغيرة بشكلٍ عام بعضها البعض).
يمكن استخدام العلاج بالضوء، الذي يُستخدم فيه عادةً صندوق ضوء يُنتج 10000 لكس على مسافة محددة، في الليل لتأخير وقت النوم أو في الصباح لتقديم وقت الاستيقاظ. ونظرًا لأن الاستيقاظ من النوم من أجل التعرض لضوء ساطع يعتبر أمرًا غير مرغوب فيه بالنسبة للكثيرين، ولأنه من الصعب تحديد وقت حدوث التأثير الأكبر (قمة منحنى استجابة الطور) بالضبط، فإن العلاج يُطبق عادةً قبل وقت النوم (لتحقيق تأخير الطور) أو بعد الاستيقاظ التلقائي مباشرةً (لتحقيق تقديم الطور).
في عام 2002، أعلن باحثو جامعة براون، بقيادة دايفيد بيرسون، اكتشاف خلايا خاصة داخل العين البشرية، وهي الخلايا العقدية الجوهرية بالشبكية الحساسة للضوء (ipRGCs), والتي أصبح الكثير من الباحثين الآن يعتقدون أنها تتحكم في تأثير الضوء الشديد على منحنى استجابة الطور. داخل العين البشرية، تصدر من الخلايا العقدية الجوهرية بالشبكية الحساسة للضوء أكبر استجابة للضوء في نطاق 460-480 نانومتر (الضوء الأزرق) وفي إحدى التجارب، تسبب 400 لكس من الضوء الأزرق في نفس التأثيرات الناتجة عن 10000 لكس من الضوء الأبيض. علاوةً على ذلك، يوجد دليل الآن على نظرية التعارض الطيفي، حيث تؤدي إضافة ألوان طيفية أخرى إلى جعل الضوء الأزرق أقل فعالية بالنسبة للتنبيغ الضوئي اليوماوي.

### منحنى استجابة الطور للميلاتونين
يبلغ منحنى استجابة الطور للميلاتونين تقريبًا اثنتي عشرة ساعة خارج الطور مع منحنى استجابة الطور للضوء. في وقت الاستيقاظ التلقائي، يكون للميلاتونين خارجي المنشأ (الذي يتم التحكم به خارجيًا) تأثير بسيط على تأخير الطور. ويزداد مقدار طور التأخير حتى حوالي ثماني ساعات بعد وقت الاستيقاظ، عندما يتأرجح التأثير فجأة من تأخير قوي للطور إلى تقديم قوي له. ويختفي تأثير تقديم المرحلة مع مرور اليوم حتى يصل إلى الصفر عند وقت النوم تقريبًا. ومن وقت النوم المعتاد حتى وقت الاستيقاظ، لا يكون للميلاتونين خارجي المنشأ أي تأثير على طور الإيقاع اليوماوي.
ينتج الجسم البشري الميلاتونين (داخلي المنشأ) الخاص به قبل ساعتين من وقت النوم، بشرط أن يكون الضوء خافتًا. ويُعرف ذلك بـبداية ميلاتونين الضوء الخافت (DLMO). ويعمل ذلك على تحفيز الجزء الخاص بتقديم طور منحنى استجابة الطور ويساعد على الحفاظ على مواعيد نوم واستيقاظ منتظمة للجسم. كذلك، يساعد في تجهيز الجسم للنوم.
قد يتسبب تناول الميلاتونين في أي وقت في تأثير منوم (تحفيز النوم) خفيف. ويتم التحكم في التأثير الناتج عن طور النوم، إن وجد، من خلال منحنى استجابة الطور.

### تأثيرات إضافية
في دراسة حديثة (2006)، أثبتت فيكتوريا إل ريفل وآخرون أن مزيجًا من ضوء الصباح الساطع وميلاتونين بعد الظهر تزامنا في تقديم الطور، وفقًا لمنحنيات استجابة الطور الخاصة بكل منهما، وسينتج عنهما تحول أكبر في تقديم الطور عن الضوء الساطع وحده،  بإجمالي 1⁄22 ساعة.
إن جميع الأوقات تقريبية وتتباين بين الأفراد. وعلى وجه الخصوص، لا توجد طريقة مناسبة لتحديد الوقت الملائم لقمم هذه المنحنيات لدى الفرد. ولهذا السبب، يجب تجنب العلاج بالضوء و/أو الميلاتونين بشكلٍ عام لمدة ساعة على الأقل خلال أي من جوانب الوقت المتوقع لحدوث التغيير المفاجئ للتأثير. ويوفر ذلك حدًا آمنًا لتجنب حدوث تأثير مضاد على الطور المقصود.

### أصل مصطلح منحنى استجابة الطور
كان أول استخدام لمصطلح «منحنى استجابة الطور» عام 1960 على يد باتريشيا ديكورسي. وقد استجابات إيقاعات النشاط «اليومي» لسناجبها الطائرة، التي ظلت في ظلام دامس، لنبضات التعرض للضوء. واختلفت الاستجابة وفقًا لوقت النهار؛ أي «النهار» الخاص بالحيوانات، عندما تم التحكم بالضوء. وعندما قامت ديكورسي بوضع رسم بياني لكافة بياناتها المتعلقة بمقدار واتجاه تحول الطور (تقديم أو تأخير) على منحنى واحد، كانت النتيجة في النهاية منحنى استجابة الطور. وأصبحت منذ ذلك الحين أداة قياسية في دراسة الإيقاعات البيولوجية.

## منحنى استجابة الطور داخل الخلايا العصبية
يمكن استخدام تحليل منحنى استجابة الطور في فهم الخصائص الأساسية والسلوك التذبذبي للخلايا العصبية العنقودية العادية. ويمكن تصنيف منحنيات استجابة الطور العصبي بأنها إيجابية خالصة (منحنى استجابة الطور من النوع الأول) أو أن بها أجزاء سلبية (منحنى استجابة الطور من النوع الثاني) الأهم من ذلك، أن نوع منحنى استجابة الطور الظاهر من خلال الخلية العصبية يدل على وظيفة مدخلاتها ومخرجاتها (الاستثارية)، بالإضافة إلى أن سلوك المزامنة: شبكات الخلايا العصبية لمنحنى استجابة الطور من النوع الثاني يمكن أن تتزامن أنشطتها عبر اتصالات استثارية متبادلة، بينما لا يمكن ذلك في منحنى استجابة الطور من النوع الأول.
يتضمن التقييم التجريبي لمنحنى استجابة الطور في الخلايا العصبية العنقودية العادية الحية قياس التغييرات في الفاصل العنقودي المشترك مقابل ذبذبات بسيطة، مثل نبضة عابرة في التيار. والجدير بالذكر أن منحنى استجابة الطور في الخلية العصبية غير ثابت، ولكن قد يتغير عند تغير معدل تكرار الإضرام  أو تغير حالة المضمان العصبي للخلية العصبية.